# Zweer
Een zweer (Latijn: ulcus) is een ontsteking aan het lichaamsoppervlak waarbij necrotisch weefsel wordt afgestoten. Het kan zich voordoen als een kraterachtige wond van een lichaamsoppervlak. De genezingstendens kan slecht zijn, waardoor een zweer langdurig of permanent kan bestaan. Een zweer kan leiden tot een compleet verlies van de epidermis en soms zelfs delen van de lederhuid.
De oorzaak is een ontsteking. Er zijn andere factoren die een rol kunnen spelen bij het ontstaan, zoals een verminderde afweer, een slechte bloedtoevoer of -afvoer, een gestoorde pijnzin of bijvoorbeeld etsing door agressieve stoffen zoals maagzuur.
Zweren kunnen op verschillende lichaamsoppervlakken voorkomen, zoals de huid, de bekleding van de luchtwegen, het maag-darmkanaal, de urinewegen en geslachtsorganen, maar ook bijvoorbeeld het hoornvlies, dat van oorsprong ontstaan is uit de huid. Bepaalde typen zijn bekend, bijvoorbeeld de maagzweer, het open been of ulcus cruris, de diabetische voet en colitis ulcerosa.
In zeldzamere gevallen is er bij zweren op de huid sprake van een onderliggende auto-immuun- of ontstekingsziekte, bijvoorbeeld pyoderma gangraenosum, wat vooral bij de ziekte van Crohn voorkomt, een chronische inflammatoire darmziekte die gepaard kan gaan met diarree, gewichtsverlies en in ernstige gevallen perianale abcessen, fistels, anemie en perforaties.
Het kan zich ook voordoen bij systemische lupus erythematodes, auto-immuunhepatitis en bepaalde vormen van vasculitis, soms als een gevolg van reumatoïde artritis. Huidkanker kan ook een oorzaak zijn, maar is zeldzaam.
Onbehandeld kunnen huidzweren leiden tot immobiliteit, levensbedreigende secundaire infecties, abcesvorming van het bot, uitgebreide necrose, sepsis en depressie.
'Zweren' als werkwoord wordt ook wel gebruikt voor acuut geïnfecteerde wonden, vooral aan de vinger, de zwerende vinger of fijt.

## Symptomen
Huidzweren worden gekenmerkt door een ronde kraterachtige wond, waarbij lagen van de huid zijn geërodeerd. De huid rond de zweer kan rood, gezwollen en gevoelig zijn. De patiënt kan pijn voelen in en rond de zweer, en afscheiding en bloeding uit de zweer kunnen zich voordoen. In zeldzame gevallen gaat het gepaard met koorts. Zweren zijn vaak chronisch en genezen niet tot langzaam. Wanneer dit wel binnen drie maanden gebeurt, wordt de zweer geclassificeerd als acuut.
Chronische zweren kunnen pijnlijk zijn. De patiënt klaagt vaak over constante pijn, ook 's nachts. Symptomen van chronische zweren zijn toenemende pijn, brokkelig granulatieweefsel, een vieze geur en wondafbraak in plaats van genezing. De symptomen kunnen verergeren als de wond geïnfecteerd raakt.
Zweren van de huid ontwikkelen zich in stadia.
1. De huid is rood waarbij zacht onderliggend weefsel gevoeld kan worden.
2. In de tweede fase van wordt de roodheid duidelijker. Er kan sprake zijn van blaarvorming en verlies van de buitenste huidlagen, ook wel de epidermis genoemd.
3. Tijdens de derde fase wordt de diepere huid necrotisch (gekenmerkt door een paarsrode tot zwarte verkleuring van de huid) en kan de vetlaag onder de huid zichtbaar worden.
4. In stadium 4 treedt er diepe necrose van de huid op. Het vet onder de huid is volledig blootgelegd, en soms is ook de spier zichtbaar. In de laatste twee fasen kan de diepe, pijnlijke zweer een dieper verlies van vet en necrose van de spier veroorzaken, dat zich kan verspreiden tot op botniveau, waarbij sepsis van de gewrichten kan optreden.

## Wondvocht
Zweren kunnen afscheiding of vochtverlies veroorzaken. Verschillende soorten wondvochtverlies die bij zweren kunnen voorkomen zijn:
- Sereus: meestal te zien bij een genezende zweer.
- Purulent: komt voor bij een geïnfecteerde zweer; zonder aantoonbare infectie kan er sprake zijn van pyoderma gangraenosum.
- Bloederig: kan voorkomen bij maligniteit, of bij genezende zweren met gezond granulatieweefsel.
- Groene afscheiding: groene afscheiding kan gezien worden bij een pseudomonaszweer.
- Gele, romige afscheiding: meestal het gevolg van een stafylokokkeninfectie.
- Sereus met zwavelkorrels, gezien bij actinomycose.
- Geelachtig, zoals te zien bij een tuberculeuze maagzweer.

## Gradaties

Progressieve erosie van de huid is kenmerkend voor zweren

De gradatie van zweren zoals beschreven door Wagners is als volgt:
| Gradatie | Beschrijving                                                                |
| -------- | --------------------------------------------------------------------------- |
| 0        | Pre-ulceratieve laesie of genezen zweer                                     |
| 1        | Oppervlakkige zweer                                                         |
| 2        | Dieperliggende zweer die het onderliggende huidweefsel of het bot blootlegt |
| 3        | Abcesvorming onder de huid (osteomyelitis)                                  |
| 4        | Gelokaliseerde gangreen van huiddelen, een ledemaat of de voet              |
| 5        | Uitgebreide gangreen van één huidgebied of voet                             |

## Oorzaken
Chronische zweren kunnen vele oorzaken hebben. Het is daarom belangrijk dat de arts op de hoogte is van de patiëntgeschiedenis en de omstandigheden waarin de zweren zich ontwikkelden. Enkele oorzaken zijn:
- Door druk of neuropathie:
  - Zweren die hierbij ontstaan worden decubitus genoemd.
- Als gevolg van een infectie:
  - Ecthyma gangraenosum kan zich voordoen bij een besmetting met een (ziekenhuis)bacterie.
- Auto-immuunziekten:
  - Pyoderma gangraenosum kan zich voordoen bij systemische ziekten (bijv. IBD of reuma) en bepaalde vormen van kanker.
- Vasculitis:
  - Bij de ziekte van Wegener en morbus Behçet kunnen er zich ook zweren ontwikkelen.
- Verstoorde bloedtoevoer:
  - Als gevolg van veneuze insufficiëntie kan een open been ontstaan.
- Diabetes:
  - Bij diabetes kan er als gevolg van neuropathie of een verminderde afweer een diabetische voet ontstaan.
- Blootstelling aan kou:
  - Bij het fenomeen van Raynaud en wintertenen kunnen zweren op tenen en vingers voorkomen.

Vooral inflammatoire huidzweren zijn moeilijk tijdig te diagnosticeren en worden vaak ten onrechte aangezien voor een ernstige infectie. Dit komt bijvoorbeeld vaak voor bij pyoderma gangraenosum: de patiënt krijgt de ene na de andere antibioticakuur, maar een verbetering treedt niet op.
Bij het lichamelijke onderzoek dient er zoveel mogelijk gelet te worden op symptomen die een inflammatoire oorzaak ondersteunen. Het slijmvlies van de mond en de nagels kunnen aanwijzingen geven voor een inflammatoire oorzaak. Aanwijzingen die een inflammatoire oorzaak suggereren zijn aften, voelbare purpura en livedo reticularis.

## Behandeling
De behandeling van zweren is gericht op het wegnemen van de onderliggende oorzaak en het toepassen van (conservatieve) wondzorg- en behandeling. Bij drukzweren is het belangrijk de patiënt zoveel mogelijk te verplaatsen indien dat door immobiliteit niet meer mogelijk is. Verpleeghuizen hanteren over het algemeen al een preventief beleid. Het bevorderen van de doorbloeding en de voedingstoestand is ook belangrijk in het voorkomen van zweren. Secundaire infecties dienen zo snel mogelijk behandeld te worden. Een wonddebridement wordt vaak gedaan bij uitgebreide necrose. Als gevolg van weefselverlies kan een skingraft nodig zijn; in ernstige gevallen is amputatie noodzakelijk.
Zweren die het gevolg zijn van zeldzamere aandoeningen dienen voorzichtig behandeld te worden: zo is er bij de ziekte van Behçet en pyoderma gangraenosum vaak sprake van pathergie, waardoor nieuwe zweren of verergeringen ontstaan op plekken waar een (kleine) verwonding heeft plaatsgevonden. Er dient dus omgesprongen te worden met chirurgische behandelingen. De oorzaak van spontane huidzweren is vaak een auto-immuunziekte of vasculitis. Om die reden worden de zweren vaak behandeld met lokale ontstekingsremmers of orale immuunonderdrukkers.
Huidzweren die gepaard gaan met chronische wondpijn kunnen een grote impact hebben op het leven van de patiënt. Nociceptieve pijn wordt vaak omschreven als stekend, zeurend of scherp. Bij neuropathische pijn is er vaak sprake van een branderige, tintelende of dove sensatie. Pijnbestrijding bij chronische wonden is ook een belangrijk onderdeel van de behandeling, waarbij de behandeling afgestemd dient te worden op de soort pijn en de onderliggende oorzaak.